# Ayman al-Zawahiri
Ayman Mohammed Rabie al-Zawahiri (en arabe : أيمن محمد ربيع الظواهري (ʾAyman Muḥammad Rabīʿ aẓ-Ẓawāhirī)), né le 19 juin 1951 à Maadi (banlieue du Caire, Égypte) et tué le 31 juillet 2022 à Kaboul (Afghanistan) par une frappe de drone américaine, est un djihadiste égyptien et le chef du réseau terroriste Al-Qaïda de 2011 à sa mort.
Fils d'un pharmacien, médecin de formation et membre des Frères musulmans, il rejoint dans un premier temps le Jihad islamique égyptien, en lutte contre le pouvoir de Gamal Abdel Nasser. À la fin des années 1980, il rompt avec les Frères musulmans et participe à la fondation de l'organisation salafiste djihadiste al-Qaïda. Il devient alors le principal idéologue de ce réseau terroriste dirigé par Oussama ben Laden, souvent considéré comme étant son  « no 2 », dont il aurait été le médecin personnel (Ben Laden aurait souffert de complications rénales, nécessitant probablement des dialyses). Après la mort d'Oussama ben Laden le 2 mai 2011, il devient le chef d'al-Qaïda.
Il est connu sous une dizaine de noms différents : Abou Mohammed, Abou Fatima, Mohammed Ibrahim, Abou Abdallah, Abou al-Mu'iz, le Docteur, le Professeur, Nour, Abou Mohammed Nour ad-Dîn, Abdel Mouaz (Abdel Moez, Abdel Mouez) et d'autres pseudonymes.

## Biographie

### Jeunesse
Ayman Al-Zawahiri est né à Maadi en Égypte, en banlieue du Caire, dans une famille influente sur le plan religieux et politique,. Du côté paternel, le grand-oncle d'Ayman a dirigé l'université al-Azhar (l'un des principaux lieux d'enseignement de l'islam sunnite), son grand-père maternel a fondé l'université religieuse du Roi Saoud en Arabie saoudite pour le compte des autorités religieuses wahhabites et son oncle maternel, Abdul Rahman Azzam, a occupé les fonctions de secrétaire de la Ligue arabe,,. C'est un élève studieux. Sa famille est liée aux Frères musulmans depuis la création de la confrérie en 1928. En 1966, à l'âge de 14 ans, Ayman Al-Zawahiri rejoint à son tour les Frères musulmans, avec l'intention de renverser le régime de Gamal Abdel Nasser. Il est alors fasciné par le penseur Sayyid Qutb, qui est condamné à mort et exécuté la même année.
Entré à l'école de médecine de l'université du Caire, il sort diplômé en médecine en 1974 et obtient sa spécialisation en chirurgie en 1978. Son père, Muhammad Rabi Al-Zawahiri, pharmacien renommé, était lui-même professeur de pharmacologie au sein de l'école de pharmacie de l'Université du Caire. La marque creuse sur son front s'appelle un zabiba.

### Jihad islamique égyptien
En 1970, Nasser meurt et Anouar el-Sadate lui succède. Ce dernier fait alors libérer de nombreux détenus islamistes afin de contrer l'influence des Nassériens. Cependant les islamistes multiplient rapidement leurs actions et deux groupes radicaux émergent : Gamaa al-Islamiya et le Jihad islamique égyptien. D'après les journalistes du Monde Christophe Ayad et Mouna Naïm : « Contrairement aux Gamaa Al-Islamiya, qui entendent faire régner la charia en agissant au grand jour dans la société, le Jihad islamique ambitionne de prendre le pouvoir par le haut, en infiltrant les milieux militaires »
Al-Zawahiri rejoint quant à lui le Jihad islamique égyptien,. En 1974, le groupe compte une quarantaine de membres. Al-Zawahiri s'habille alors à l'occidentale et sa famille ignore tout de ses activités. La même année, il passe son diplôme de médecine et exerce pendant trois années comme chirurgien dans une base de l'armée égyptienne. En 1978, il se marie.
En 1980, Ayman al-Zawahiri se rend au Pakistan et travaille pendant quatre mois à Peshawar pour le compte du Croissant-Rouge afin de venir en aide aux réfugiés afghans.
En 1978, la signature des accords de Camp David, en Israël, provoque une rupture entre Sadate et les milieux islamistes. Le 6 octobre 1981, le président égyptien Anouar el-Sadate est assassiné par un soldat ayant rejoint le Jihad islamique,. Al-Zawahiri affirmera par la suite n'avoir appris le projet d'attentat qu'au matin de l'attaque. Il est néanmoins arrêté et emprisonné, ainsi que plusieurs centaines d'autres islamistes. Sous la torture, il révèle également les noms de plusieurs de ses camarades. Mis hors de cause dans le complot contre Sadate, il n'est finalement condamné qu'à trois ans de prison pour port illégal d'arme,. Il est relâché en 1984,.
Après sa libération, al-Zawahiri quitte alors l'Égypte, fait un bref séjour en Arabie saoudite, puis se rend au Pakistan. Il se rapproche alors d'Oussama ben Laden, dont il devient le médecin personnel. Vers fin 1989, dans un camp près de Khost en Afghanistan, une dizaine d'hommes de différentes nationalités, dont ben Laden et al-Zawahiri, fondent l'organisation al-Qaïda.

### Al-Qaïda

#### Années 1990

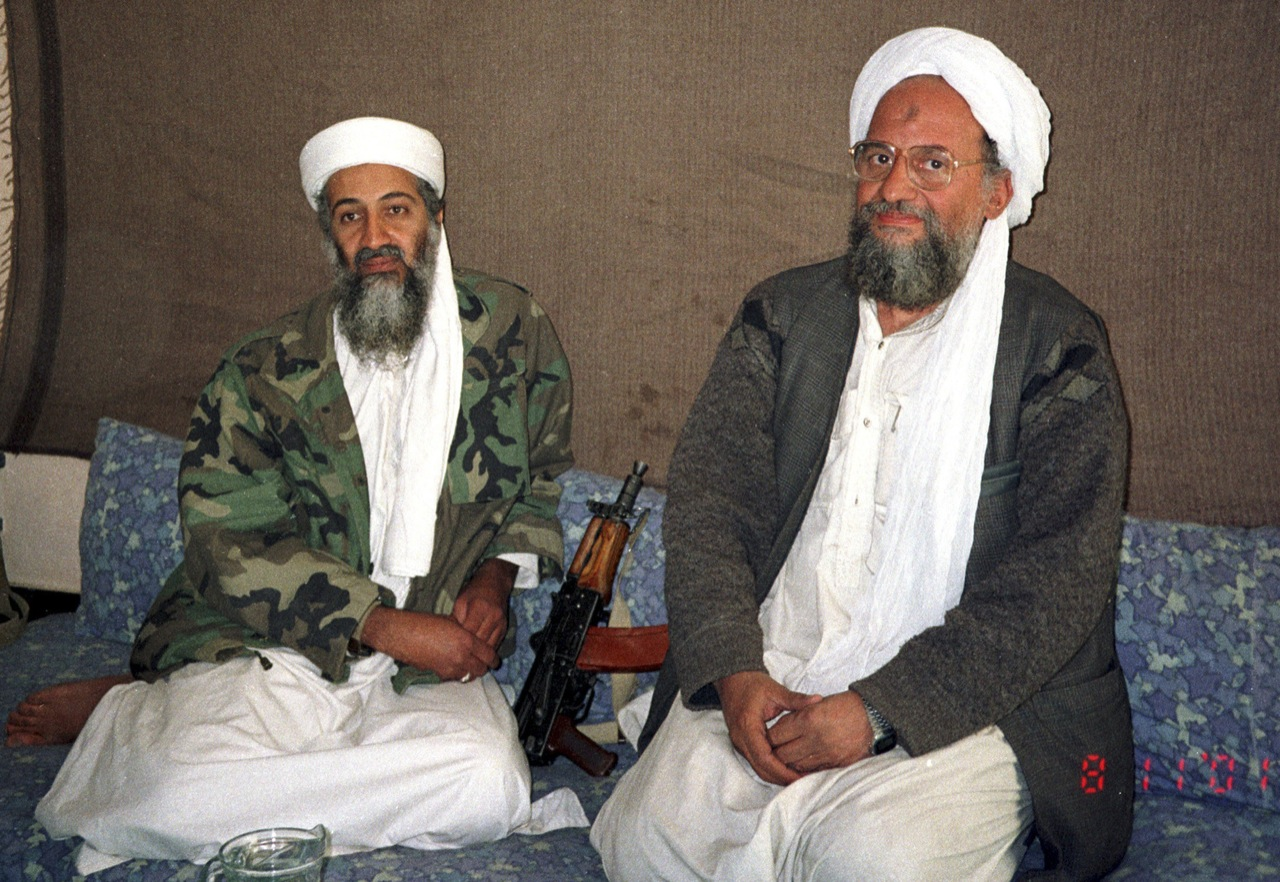
Oussama ben Laden et Ayman Al-Zawahiri côte-à-côte, les deux fondateurs d'al-Qaïda répondant à une interview d'un journaliste pakistanais en novembre 2001.

En 1989, Oussama ben Laden et Ayman Al-Zawahiri s'installent au Soudan, où Omar el-Bechir a pris le pouvoir et instauré une junte islamiste. Al-Zawahiri commandite alors plusieurs attentats contre le pouvoir égyptien, dont une tentative d'assassinat manquée contre le président Hosni Moubarak.
Selon l'imam Sayed, — l'ancien guide spirituel du Jihad islamique égyptien auquel a appartenu Ayman Al-Zawahiri, dans un essai intitulé « La Honte de l'exonération », publié en novembre 2008, dans le quotidien indépendant égyptien Al-Masri al-youm — Zawahiri travaillait alors pour les services secrets soudanais et a été rétribué par eux pour monter secrètement des opérations de terrorisme en Égypte. Une de ces opérations fut la tentative d'assassinat du Premier ministre égyptien Atef Sedki en 1993, qui a entraîné l'arrestation de membres du Jihad islamique en Égypte et l'exécution de six d'entre eux.
Cependant au tournant des années 1990, al-Qaïda change de stratégie. Selon Le Monde : « L'invasion du Koweït par l’Irak en 1990, le débarquement des troupes américaines en Arabie saoudite et l’opération « Tempête du désert », qui chasse l’armée de Saddam Hussein de l’émirat, ont rebattu les cartes. Ben Laden préconise de combattre non seulement le régime saoudien impie et corrompu, mais également « l’ennemi lointain », à savoir les États-Unis, dont les forces souillent la terre des deux mosquées sacrées ». Al-Zawahiri se range à ses vues et dès lors la « priorité n’est plus l’Égypte, mais le djihad transnational au sein d’un Front islamique mondial pour la guerre sainte contre les Juifs et les croisés ». Il rompt également totalement avec la confrérie des Frères musulmans égyptiens, qui ont refusé ou renoncé à l'usage de la violence.
Al-Zawahiri passe en Russie avec deux lieutenants le 1er décembre 1996 et tente de gagner la Tchétchénie pour y établir une base d'opérations. Il est arrêté le jour même au Daghestan avec de faux passeports. Se faisant passer pour de simples hommes d'affaires et bénéficiant d'un lobbying demandant la libération de ces simples marchands, ils sont relâchés au bout de six mois de prison.
En 1997, Ayman Al-Zawahiri est tenu pour responsable du massacre de Louxor, où sont tuées 62 personnes, dont 58 touristes étrangers. Il est condamné à mort par contumace en 1999 par un tribunal militaire égyptien. Cependant l'attentat est en réalité le fait du Gamaa al-Islamiya, qui n'est pas lié à Al-Zawahiri.
En 1998, Al-Zawahiri rejoint Ben Laden en Afghanistan, où les talibans ont pris le pouvoir.

#### Entre 1998 et 2006
Le 23 février 1998, il développe ses vues dans un texte écrit avec Oussama Ben Laden sous le titre « Le Front islamique mondial contre les juifs et les croisés ». Ce texte constitue un pas important permettant d'élargir ses combats à l'échelle planétaire. Ainsi le Jihad islamique rejoint la nébuleuse d’Al-Qaïda (le Jihad islamique sera reconstitué en partie sous le nom de Talaëh al-Fatah).

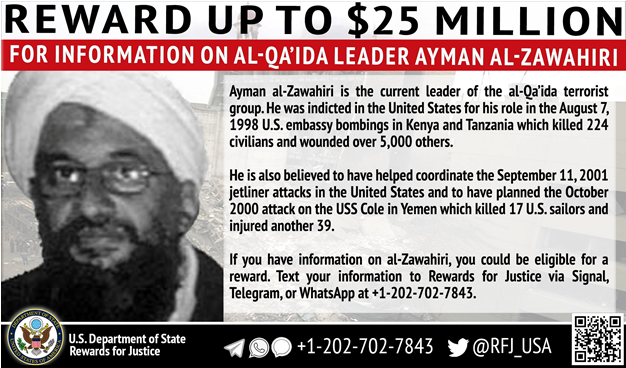
L'offre de récompense à publiée par les États-Unis pour tout renseignement portant sur Ayman Al-Zawahiri.

Après la deuxième Guerre d'Afghanistan, on perd la trace de Ayman Al-Zawahiri. Certaines sources, en 2002, relatent son assassinat par des forces inconnues mais, début septembre 2003, une vidéo montrant Ayman Al-Zawahiri et Ben Laden ainsi qu'un enregistrement audio, relayé par la chaîne qatarienne Al Jazeera, laissent supposer qu'ils sont tous deux en vie. Le département d'État des États-Unis offre une récompense de 25 millions de dollars pour des informations pouvant mener à l'arrestation d'Ayman al-Zawahiri, considéré comme impliqué, notamment, dans les attentats à la bombe du 7 août 1998 à Dar es Salam en Tanzanie et à Nairobi au Kenya. Ce même département l'a officiellement placé en deuxième position, sur une liste de 22, des terroristes les plus recherchés. Sur sa fiche de recherche du FBI, il est mentionné qu'il parle arabe et français.
Il est visé par des frappes de drones américains en janvier et novembre 2006, mais leur échappe les deux fois. Les frappes provoquent cependant la mort de 105 personnes, dont 76 enfants.

#### Entre 2007 - 2017
Le 13 janvier 2007, à la suite d'une attaque américaine dans un village à la frontière pakistanaise qui fait 17 morts, les médias relayent une information sur la mort de Ayman Al-Zawahiri mais celle-ci est démentie le lendemain.
Le 23 janvier 2007, dans le prolongement de son démenti, Ayman Al-Zawahiri apparaît dans une vidéo critiquant les décisions de George W. Bush au sujet de l'Irak et de la Somalie. Ce message intervient alors que Bush vient d'annoncer, le 11 janvier 2007, l'envoi de « plus de vingt mille soldats américains » afin de renforcer l'effectif déjà sur place.
Le 4 mars 2008, il publie sur Internet un livre intitulé L'Absolution (al-tabri'a), dans lequel il réfute les critiques formulées en 2007 par son ancien compagnon de route, le jihadiste repenti Imam al-Sharif, aujourd'hui emprisonné au Caire.
Le 24 mars 2008, dans un message radiophonique — le troisième en une semaine — diffusé par le réseau as-Sahab, il appelle les musulmans à de nouvelles attaques contre les intérêts juifs et américains dans le monde et à « surveiller les cibles, collecter l'argent, apporter l'équipement, effectuer les préparatifs, et ensuite — en invoquant Allah — rechercher le martyre et le paradis ».
En avril 2008, dans un message audio, il accuse l'Iran et le Hezbollah de vouloir discréditer Al-Qaïda en soutenant qu'Israël serait impliqué dans les attentats du 11 septembre 2001.
Le 3 août 2009, il menace la France de représailles en raison de sa position concernant le voile islamique et s'attaque également à l'État israélien.
Il devient l'homme le plus recherché du monde, après la mort du chef d’Al-Qaïda, Oussama Ben Laden, le 2 mai 2011. Le 16 juin 2011, il est intronisé chef d'Al-Qaïda, remplaçant Saif al-Adel qui assurait l’intérim. Il intervient deux fois en vidéo pour exprimer son soutien aux révolutions arabes.
Le 7 avril 2013, il menace la France à la suite de l'intervention militaire au Mali.
En juin 2013, Ayman al-Zawahiri déclare qu'il désapprouve Abou Bakr al-Baghdadi qui annonce une fusion entre le Front al-Nosra et l'État islamique d'Irak pour former l'État islamique en Irak et au Levant (EIIL). Al-Zawahiri demande à al-Baghdadi de renoncer à ses prétentions sur la Syrie, estimant qu'il « a fait une erreur en établissant l'EIIL » sans lui en avoir demandé la permission ni même l'avoir informé. Il annonce que « l'État islamique en Irak et en Syrie va être supprimé, alors que l'État islamique en Irak reste opérationnel ». Le chef du Front al-Nosra, Abou Mohammed al-Joulani, refuse également la fusion et prête allégeance à al-Zawahiri,,. En novembre, Ayman al-Zawahiri reconnaît le Front al-Nosra comme la seule branche d'al-Qaïda en Syrie,. Abou Bakr al-Baghdadi passe outre : il envoie des hommes en Syrie, tandis qu'une partie des membres du Front al-Nosra font défection et lui prêtent allégeance.
En janvier 2014, le Front al-Nosra et l'État islamique en Irak et au Levant (EIIL) entrent en guerre dans le nord de la Syrie. Ayman al-Zawahiri désigne Abou Khaled al-Souri, membre d'Ahrar al-Cham et ancien compagnon de route d'Oussama ben Laden, pour servir de médiateur, mais celui-ci est tué à Alep le 23 février 2014, dans un attentat de l'EIIL,.
Depuis l'Afghanistan ou l'Iran, Al-Zawahiri envoie également plusieurs cadres d'al-Qaïda pour rejoindre le Front al-Nosra en Syrie, mais ces derniers sont éliminés un par un par des drones américains.
Il revendique les attaques de l'attentat contre Charlie Hebdo, magazine satirique français.
Le 13 août 2015, Ayman al-Zawahiri annonce prêter allégeance au mollah Akhtar Mohammad Mansour, chef des talibans,,.
Le 28 juillet 2016, le Front al-Nosra rompt son allégeance à al-Qaïda avec l'accord d'Ayman al-Zawahiri. Le groupe prend le nom de Front Fatah al-Cham avant de former Hayat Tahrir al-Cham.
Le 23 avril 2017, Ayman al-Zawahiri appelle ses partisans à ne pas privilégier le contrôle et l'administration des territoires, mais à se concentrer sur la guérilla. Selon le chercheur Tore Refslund Hamming, fondateur du think tank MENA Analysis, « Zawahiri met clairement en garde Tahrir Al-Cham, car il craint que sa rupture formelle avec Al-Qaïda et sa fusion avec d’autres éléments de la rébellion n’affectent la nature djihadiste du mouvement ». À partir de fin 2017, Ayman al-Zawahiri commence à critiquer violemment Hayat Tahrir al-Cham et son chef, Abou Mohammed al-Joulani, après l'arrestation et le bref emprisonnement de plusieurs cadres d'al-Qaïda,.

### Assassinat

#### Retour d'Al-Zawahiri à Kaboul et repérage américain
Recherché depuis plus de 20 ans par les États-Unis, Al-Zawahiri s'est longtemps caché dans les zones tribales à la frontière entre l'Afghanistan et le Pakistan, plus probablement du côté pakistanais. Il profite du retour des talibans au pouvoir pour revenir en Afghanistan. La CIA apprend d'abord que sa famille se trouve dans la capitale afghane puis découvre qu'il y est installé aussi, dans une résidence du quartier cossu de Sherpur, dans le centre-ville de Kaboul. Plusieurs villas de ce quartier sont occupées par des responsables et des commandants talibans de haut rang. Une frappe précédente un an plus tôt avait raté sa cible et provoqué des morts parmi les civils.
Après l'assassinat ciblé d'al-Zawahiri, le président américain Joe Biden confirma que la communauté du renseignement des États-Unis avait suivi celui-ci au début de 2022 alors qu'il emménageait à Kaboul. Une source diplomatique française parle d'une installation à Kaboul en mai 2022. Les services de renseignements américains connaissent alors la maison qu'il occupe, une maison d'habitation de 3 étages où il vit avec sa famille. Le New York Times, citant un analyste américain, a rapporté que la maison frappée appartenait à un haut responsable taliban, Sirajuddin Haqqani, influent ministre de l'Intérieur du gouvernement taliban et chef du clan homonyme, bien implanté de part et d'autre de la frontière entre l'Afghanistan et le Pakistan et réputé proche des groupes djihadistes des zones tribales pakistanaises et des services de renseignement pakistanais. Le réseau Haqqani est très présent dans l'est de l'Afghanistan et à Kaboul.
La difficulté est qu'Al-Zawahiri ne sort pas de sa résidence, où vit sa famille, et peut-être aussi d'autres personnes. La maison où il réside est collée à d'autres maisons, ce qui rend dangereux un tir. Le président américain a demandé expressément que cet assassinat ciblé ne tue aucune autre personne. Une précédente frappe américaine un an plus tôt, sans que le gouvernement américain ne précise qui était visé, avait raté sa cible et provoqué des morts parmi les civils. En mai ou en juin, plusieurs scénarios sont proposés au président américain. Le 1er juillet, une réunion se tient dans la Situation Room de la Maison Blanche autour du président avec plusieurs hauts responsable américains dont la directrice du renseignement national Avril Haines, le directeur de la CIA Bill Burns et le conseiller à la sécurité nationale Jake Sullivan. Une maquette de la maison où loge Al-Zawahiri est même exposée lors de cette réunion.
Selon une source diplomatique américaine, une équipe de surveillance au sol, non américaine, a effectué des repérages. Al-Zawahiri est vu « à de multiples reprises et pour de longues durées sur un balcon » de sa maison et où il aimait lire tôt le matin.
Les raisons de son installation à Kaboul restent encore obscures. Peut-être que le suivi de son organisation et le recrutement de nouveaux membres étaient plus faciles depuis la capitale. Le New York Times souligne qu'Al-Zawahiri aurait pu aussi y bénéficier de soins médicaux plus poussés.

#### Attaque
Joe Biden donne son accord pour une frappe dans la semaine du 18 au 24 juillet 2022. La semaine suivante, le 31 juillet, al-Zawahiri se tient sur le balcon de sa maison. À 6 h 18 heure locale, un drone américain le tue avec le tir de deux missiles Hellfire R9X. Le R9X est une version de l'AGM-114 Hellfire dont l'existence n'avait jamais été confirmée par le Pentagone et qui serait utilisée pour des assassinats ciblés. Cette version du missile n'a pas d'explosif, afin de réduire les dommages collatéraux (pas d'effet de souffle), la létalité de l'arme est assurée par l'énergie cinétique et par six lames auto-déployantes qui s'ouvrent peu avant l'impact. Ce missile « découpe » donc sa cible sans effet de souffle. Des responsables américains indiquent qu'aucun membre de la famille d'al-Zawahiri n'a été blessé. Sur les photos de la maison après l'impact, on aperçoit des fenêtres soufflées sur un étage, mais le reste du bâtiment, dont les autres fenêtres, est intact.

#### Annonces et réactions
Le 1er août 2022, le président américain Joe Biden annonce à la Maison-Blanche, qu'Ayman al-Zawahiri a été tué la veille à Kaboul,. Il déclare à cette occasion : « Samedi, sur mes ordres, les États-Unis ont mené à bien une frappe aérienne sur Kaboul, en Afghanistan, qui a tué l'émir d'Al-Qaïda, Ayman Al-Zawahiri. [...] Justice a été rendue et ce dirigeant terroriste n'est plus. [...] Cette mission a été très bien préparée. J'ai donné le feu vert il y a une semaine de cela. Il n'y a aucun civil touché, aucun dommage collatéral, aucun membre de la famille d'Ayman Al-Zawahiri n'a été blessé ». Il ajoute que le chef d'Al-Qaïda a été repéré « à de multiples reprises et pour de longues durées sur le balcon où il a finalement été touché »,,. Un haut responsable de l'administration américaine avait alors juste confirmé aux journalistes qu'au cours du week-end, une frappe de drone avait eu lieu qui avait éliminé une importante cible d'Al-Qaïda en Afghanistan.
Dès la nouvelle de la frappe contre al-Zawahiri, les principaux chefs du clan Haqqani, Sirajuddin Haqqani, son oncle Khalil, ministre des Réfugiés, son frère Anas (en) et d'autres membres du clan auraient quitté précipitamment Kaboul. Selon une source de l'ONU sur place, des convois ont traversé la ville à vive allure et les rendez-vous prévus de ces personnalités ont été annulés brutalement. Sirajuddin Haqqani fait l'objet depuis quelque temps d'un mandat de recherche émis par les États-Unis. Les talibans se sont lancés dans les jours qui ont suivi l'attaque, à une chasse aux informateurs ayant permis de mener cette frappe, fouillant de nombreux domiciles privés. Le 10 août, Mahmoud Shah Habibi, directeur de l'aviation civile sous le régime précédent, suspecté d'avoir communiqué des renseignements clés aux Américains sur la position d'al-Zawahiri, est arrêté par les talibans. Une trentaine de salariés de son entreprise (dont les locaux sont situés à proximité de la maison d'al-Zawahiri) sont également arrêtés mais la plupart sont relâchés dans les mois suivants. Un an plus tard, seuls Mahmoud Shah Habibi et l'un de ses plus proches collaborateurs (l'ingénieur Akram) sont toujours maintenus en détention. 
Avant l'annonce américaine, les talibans ont déclaré dans un premier communiqué qu'une frappe aérienne avait été menée contre une habitation du quartier de Sherpur à Kaboul, et ont condamné cette opération, avant de reconnaître 48 heures plus tard la mort du chef d'al-Qaida. Les talibans dénoncent alors une « claire violation des principes internationaux » et des accords de Doha. L'un de leur porte-parole déclare que « de telles actions sont une répétition des expériences ratées des vingt dernières années et vont à l'encontre des intérêts des États-Unis d'Amérique, de l'Afghanistan et de la région ». Des membres du réseau Haqqani avaient tenté de dissimuler la mort d'al-Zawahiri bien que les Américains l'aient déjà confirmée[réf. nécessaire].
Les États-Unis dénoncent une violation des accords de Doha de la part des talibans, qui ont permis à al-Zawahiri de revenir dans le pays. Joe Biden qualifie la frappe de « délivrance de la justice ». Elle est aussi saluée par le Canada, les États-Unis, l’Arabie Saoudite, Israël et la France.
Quelques jours plus tard, le 4 août, le gouvernement des talibans déclare « qu'il n'avait pas d'informations » sur la présence du chef d'Al-Qaïda en Afghanistan, indiquant dans un communiqué officiel que : « les dirigeants de l'émirat islamique d'Afghanistan ont demandé aux services de renseignement de mener une enquête approfondie et sérieuse sur l'incident », citant pour la première fois le nom du chef d'Al-Qaïda.
Selon un diplomate français, les États-Unis ont avec cette frappe « mis une épée de Damoclès sur la tête des dirigeants talibans, et disposent d'un moyen de les contraindre à respecter certaines lignes rouges ». Les observateurs notent néanmoins que le réseau jihadiste international est très décentralisé et résilient,, et qu'il survivra à la mort d’Al-Zawahiri comme il avait survécu à celle de Ben Laden. Al-Qaïda n'a pas nommé immédiatement de successeur à al-Zawahiri, mais selon les experts de l'ONU et le chercheur danois Tore Refslund Hamming, un autre Égyptien, Mohammed Salahuddin Zeidan, pourrait prendre la tête du mouvement,.
La frappe a mis en question la sécurité de Mark Frerichs (en), un ingénieur civil de 60 ans et le seul otage américain connu en Afghanistan.
En janvier 2023, le quotidien libanais L'Orient le Jour relève qu'Al Qaïda n'a toujours pas admis la mort de son chef tutélaire ni désigné de successeur. Parmi les hypothèses avancées pour l'expliquer, il est possible que le groupe jihadiste ait échoué à contacter son numéro deux et favori à la succession, Saïf al-Adl, ce dernier, se sentant menacé, préférant resté caché, probablement en Iran. Une autre hypothèse est que le silence d'Al Qaïda sur la mort de son chef serait imposé par les talibans au pouvoir en Afghanistan, pour éviter d'attirer l'attention et que leur territoire soit de nouveau frappé par l'armée américaine.

### Écrits de Zawahiri
- La cure pour les cœurs des croyants (Shifâ' Sudûr al-Mu'minîn), 1996
- Le Front islamique mondial contre les juifs et les croisés, 1998
- L'Absolution, Milelli, 2008  (ISBN 978-2-916590-05-9)